# Pietro II di Jugoslavia
Petar Karađorđević, salito al trono come Pietro II di Jugoslavia (in serbo Петар II Карађорђевић?; Belgrado, 6 settembre 1923 – Denver, 3 novembre 1970), fu l'ultimo re del Regno di Jugoslavia.

## Biografia

### Giovinezza
Pietro nacque a Belgrado il 6 settembre 1923, primogenito di Alessandro I di Jugoslavia e della moglie, Maria di Romania; il principe era discendente, per via materna, della regina Vittoria del Regno Unito e dello Zar Nicola II di Russia. Pietro aveva altri due fratelli, Tomislavo e Andrea. Venne educato nel Palazzo reale, sempre nella capitale serba, per poi frequentare la Sandroyd School, in Inghilterra .

### Regno
Nel 1934 il re Alessandro II si recò in visita a Marsiglia dove però venne assassinato da un rivoluzionario macedone, così il figlio primogenito gli successe come Pietro II ma avendo solo undici anni, fu stabilito un Consiglio di Reggenza, guidato dal principe Paolo Karađorđević, primo cugino del defunto sovrano Alessandro di Jugoslavia.
Durante la reggenza del Principe Paolo, il Regno di Jugoslavia si avvicinò all'Asse, in particolare alla Germania nazista. Con lo scoppio della Seconda guerra mondiale, spaventato dal fatto che in caso di invasione la Gran Bretagna non sarebbe riuscita ad aiutare la nazione, Paolo spinse il paese ad aderire al Patto tripartito. Il 27 marzo 1941 Pietro II fu proclamato maggiorenne, quindi acquisì i pieni poteri di Re di Jugoslavia: partecipò ad un colpo di stato, supportato dagli inglesi, che era in opposizione al fatto che il Consiglio di Reggenza aderisse all'Asse.
La Germania nazista, che stava pianificando l'Operazione Barbarossa, l'invasione dell'Unione Sovietica, attaccò la Jugoslavia e poi la Grecia; dal 6 aprile, la Luftwaffe rase al suolo Belgrado nel giro di tre giorni, inoltre in circa una settimana Germania, Italia, Bulgaria ed Ungheria invasero e si spartirono l'intero paese slavo, il cui governo si arrese il 17 aprile. Vennero creati due stati fantocci, quello di Croazia e quello di Serbia.

### Matrimonio
Il 20 marzo 1944 Pietro sposò Alessandra di Grecia, incontrata a Londra, che era la figlia del re Alessandro degli Elleni e della moglie Aspasia Manos. Le nozze si celebrarono presso l'Ambasciata jugoslava a Londra, alla presenza di Giorgio VI del Regno Unito, della regina Guglielmina e del principe Bernardo dei Paesi Bassi, di Haakon VII di Norvegia e di Giorgio II di Grecia, tutti sovrani esiliati dal loro paese a causa dell'invasione dell'Asse . La coppia ebbe un figlio:
- Alessandro (1945), attuale pretendente al trono di Serbia.

### Esilio e caduta
Pietro fu costretto a lasciare il paese, seguendo il governo jugoslavo in esilio; all'inizio si rifugiò in Grecia, poi a Gerusalemme, in seguito al Cairo ed infine nel giugno 1941 si recò nel Regno Unito, dove si unì a numerosi governi in esilio. Il sovrano completò i suoi studi all'Università di Cambridge e unendosi alla RAF, l'aeronautica britannica.
In Jugoslavia si erano formati due gruppi di resistenza rivali; il primo erano i Cetnici, guidati dal Generale filo-monarchico Draža Mihailović, Ministro della difesa del governo in esilio. L'altro gruppo invece era composto dai Partigiani Rivoluzionari, capitanati dal comunista Josip Broz Tito, che diventerà poi nel 1945 il Presidente della Repubblica socialista jugoslava. Le potenze alleate supportarono inizialmente Mihailović per poi però offrire il proprio aiuto a Tito. Con la fine della Seconda guerra mondiale, l'Assemblea costituente jugoslava, il 29 novembre 1945, mentre il sovrano era ancora in esilio, depose ufficialmente il re Pietro II, che non abdicò mai.

### Morte
Dopo la guerra si stabilì negli Stati Uniti. Da tempo malato di cirrosi epatica, morì a Denver il 3 novembre 1970 dopo un trapianto di fegato non riuscito. Le sue spoglie rimasero sepolte nel monastero di San Sava a Libertyville, nell'Illinois, fino al 22 gennaio 2013, quando furono traslate nel paese natio con tutti gli onori pubblici e qui inumate nella chiesa del mausoleo dei Karadjordjevic ad Oplenac.

## Ascendenza
|                            |                                      |                                   | Genitori                          |  |  | Nonni |  |  | Bisnonni                      |  |  | Trisnonni                    |  |
|                            |                                      |                                   |                                   |  |  |       |  |  | Principe Alessandro di Serbia |  |  | Principe Karađorđe di Serbia |  |
|                            |                                      |                                   |                                   |  |  |       |  |  | Principe Alessandro di Serbia |  |  | Principe Karađorđe di Serbia |  |
|                            |                                      | Jelena Jovanović                  |                                   |  |  |       |  |  | Principe Alessandro di Serbia |  |  |                              |  |
| Pietro I di Serbia         |                                      |                                   |                                   |  |  |       |  |  | Principe Alessandro di Serbia |  |  |                              |  |
|                            |                                      | Persida Nenadović                 | Jevrem Nenadović                  |  |  |       |  |  |                               |  |  |                              |  |
|                            |                                      | Persida Nenadović                 | Jevrem Nenadović                  |  |  |       |  |  |                               |  |  |                              |  |
|                            |                                      | Persida Nenadović                 | Jovanka Milovanović               |  |  |       |  |  |                               |  |  |                              |  |
| Alessandro I di Jugoslavia |                                      | Persida Nenadović                 |                                   |  |  |       |  |  |                               |  |  |                              |  |
|                            |                                      | Nicola I del Montenegro           | Granduca Mirko Petrović-Njegoš    |  |  |       |  |  |                               |  |  |                              |  |
|                            |                                      | Nicola I del Montenegro           | Granduca Mirko Petrović-Njegoš    |  |  |       |  |  |                               |  |  |                              |  |
|                            |                                      | Nicola I del Montenegro           | Anastasie Martinović              |  |  |       |  |  |                               |  |  |                              |  |
| Zorka del Montenegro       |                                      | Nicola I del Montenegro           |                                   |  |  |       |  |  |                               |  |  |                              |  |
|                            |                                      | Milena Vukotić                    | Petar Vukotić                     |  |  |       |  |  |                               |  |  |                              |  |
|                            |                                      | Milena Vukotić                    | Petar Vukotić                     |  |  |       |  |  |                               |  |  |                              |  |
|                            |                                      | Milena Vukotić                    | Elena Vervodić                    |  |  |       |  |  |                               |  |  |                              |  |
| Pietro II di Jugoslavia    |                                      | Milena Vukotić                    |                                   |  |  |       |  |  |                               |  |  |                              |  |
|                            | Leopoldo di Hohenzollern-Sigmaringen | Carlo di Hohenzollern-Sigmaringen |                                   |  |  |       |  |  |                               |  |  |                              |  |
|                            | Leopoldo di Hohenzollern-Sigmaringen | Carlo di Hohenzollern-Sigmaringen |                                   |  |  |       |  |  |                               |  |  |                              |  |
|                            | Leopoldo di Hohenzollern-Sigmaringen | Giuseppina di Baden               |                                   |  |  |       |  |  |                               |  |  |                              |  |
| Ferdinando I di Romania    | Leopoldo di Hohenzollern-Sigmaringen |                                   |                                   |  |  |       |  |  |                               |  |  |                              |  |
|                            |                                      | Antonia di Portogallo             | Ferdinando II del Portogallo      |  |  |       |  |  |                               |  |  |                              |  |
|                            |                                      | Antonia di Portogallo             | Ferdinando II del Portogallo      |  |  |       |  |  |                               |  |  |                              |  |
|                            |                                      | Antonia di Portogallo             | Maria II del Portogallo           |  |  |       |  |  |                               |  |  |                              |  |
| Maria di Romania           |                                      | Antonia di Portogallo             |                                   |  |  |       |  |  |                               |  |  |                              |  |
|                            |                                      | Alfredo di Sassonia-Coburgo-Gotha | Alberto di Sassonia-Coburgo-Gotha |  |  |       |  |  |                               |  |  |                              |  |
|                            |                                      | Alfredo di Sassonia-Coburgo-Gotha | Alberto di Sassonia-Coburgo-Gotha |  |  |       |  |  |                               |  |  |                              |  |
|                            |                                      | Alfredo di Sassonia-Coburgo-Gotha | Vittoria del Regno Unito          |  |  |       |  |  |                               |  |  |                              |  |
| Maria di Edimburgo         |                                      | Alfredo di Sassonia-Coburgo-Gotha |                                   |  |  |       |  |  |                               |  |  |                              |  |
|                            |                                      | Maria Aleksandrovna di Russia     | Alessandro II di Russia           |  |  |       |  |  |                               |  |  |                              |  |
|                            |                                      | Maria Aleksandrovna di Russia     | Alessandro II di Russia           |  |  |       |  |  |                               |  |  |                              |  |
|                            |                                      | Maria Aleksandrovna di Russia     | Maria d'Assia e del Reno          |  |  |       |  |  |                               |  |  |                              |  |
|                            |                                      | Maria Aleksandrovna di Russia     |                                   |  |  |       |  |  |                               |  |  |                              |  |